# Flavio Ottaviani
Flavio Ottaviani (Foligno, 1911 – Passo Uarieu, 21 gennaio 1936) è stato un militare italiano, insignito della medaglia d'oro al valor militare alla memoria nel corso della guerra d'Etiopia.

## Biografia
Nacque a Foligno, provincia di Perugia, nel 1911, figlio di Fausto e Iole Tradanti. Dopo aver conseguito la laurea in ingegneria presso l'università di Roma venne chiamato a prestare servizio militare di leva nel Regio Esercito, e frequentava la Scuola allievi ufficiali di complemento di Lucca nel novembre 1933 ne uscì con il grado di sottotenente dell'arma di artiglieria nel giugno 1934, assegnato al 9º Reggimento artiglieria da campagna. Mobilitato  nel marzo 1935 per esigenze legate alla situazione in Africa Orientale, partì volontario per l'Eritrea con il II Gruppo cannoni da 65/17 della 2ª Divisione CC.NN. "28 ottobre", imbarcandosi a Napoli nell'agosto successivo. A partire dal mese di ottobre prese parte alle operazioni belliche nel corso della guerra d'Etiopia, e cadde in combattimento a Passo Uarieu il 21 gennaio 1936 venendo insignito dapprima di una medaglia d'argento al valor militare successivamente trasformata, per "motu proprio" del re Vittorio Emanuele III in medaglia d'oro al valor militare alla memoria. Una caserma di Brescia, ospitante un reparto della Brigata meccanizzata "Brescia", ha portato il suo nome.

### Fonti
1. 1 2 3  Combattenti Liberazione.
2. 1 2 3  Gruppo Medaglie d'Oro al Valor Militare 1965, p. 144.
3. ↑   Medaglia d'oro al valor militare Ottaviani, Flavio, su quirinale.it, Quirinale. URL consultato l'11 luglio 2021.